# Эрзянь Мастор
«Эрзянь Мастор» (укр. Країна ерзян) — незалежна громадсько-політична газета, що виходить ерзянською та російською мовами в місті Саранськ (Мордовія).

## Історія
Газета заснована у вересні 1994 року Громадським Фондом порятунку ерзянської мови імені Анатолія Рябова.

## Специфіка
Періодичність — 2 рази на місяць. Основна тематика: проблеми збереження ерзянської мови та літератури, національна історія, традиційна релігія, політика. Має яскравий антиколоніальний пафос, перебуває в постійній опозиції до державних органів влади Республіки Мордовія. Серед кореспондентів газети — громадяни України (Орест Ткаченко, Ожомасонь Кірдя, Сиресь Боляєнь).
Головний редактор — Нуянь Відяз. Ключові дописувачі: Кшуманцянь Пірґуж, Аношонь Тумай, Калаґанонь Керяз, Мацьказонь Льофай (Москва), Ожомасонь Кірдя, Сиресь Боляєнь, Орест Ткаченко (Україна), Равонь Андю (Татарстан), Петрянь Андю (Інгерманландія), Ерюш Вежай, Дріґань Толай, Кузоватонь Саня.
З липня 2017 видається на умовах ліцензії Creative Commons Attribution 4.0 International.